# 卡揚宣禮塔
卡揚宣禮塔（烏茲別克語：、波斯語：‎）是烏茲別克布哈拉卡揚廣場上的宣禮塔，建於1127年，為布哈拉重要的地標。宣禮塔內部有螺旋狀階梯通往塔頂，基部則有由磚砌成的環紋與對角線紋等幾何圖案裝飾，塔高45.6公尺，為布哈拉最高的塔，塔基部的直徑長9公尺，頂部最窄處直徑則為6公尺。

## 歷史
有文獻記載在卡揚宣禮塔建造以前該處曾有另一座較矮、已經倒塌的宣禮塔。卡揚宣禮塔是於1127年由西喀喇汗阿尔斯兰·汗·穆罕默德下令建造，其名被刻在塔上的其中一圈環紋上；建築師則為巴科，據說他以雪花石膏和駱駝奶製作地基後即不知所蹤，待兩年後地基穩固才再度現身，開始磚砌工作；巴科死後葬在宣禮塔旁45公尺處，他曾表示若此塔傾倒，即會倒在自己的頭上。
卡揚宣禮塔主要為宗教用途，作為一旁卡揚清真寺宣禮時召喚人們之用，過去發生戰事時也常被用來觀測敵情，平時也會被統治者用來召集當地百姓（如頒布法令等）。此外卡揚宣禮塔過去還被當作執行死刑的場所，即將犯人自塔頂推下殺死，因而有「死亡之塔」之稱，菲茨罗伊·麦克林在其回憶錄《東方行動》中寫道「在1870年以前以及1917年至1920年間，人們都被從這座雕飾精緻的塔上推下處死。」
成吉思汗西征至此時將卡揚清真寺等周圍其他建築盡數摧毀，但因深感卡揚宣禮塔的壯觀而未加以破壞。

## 圖集

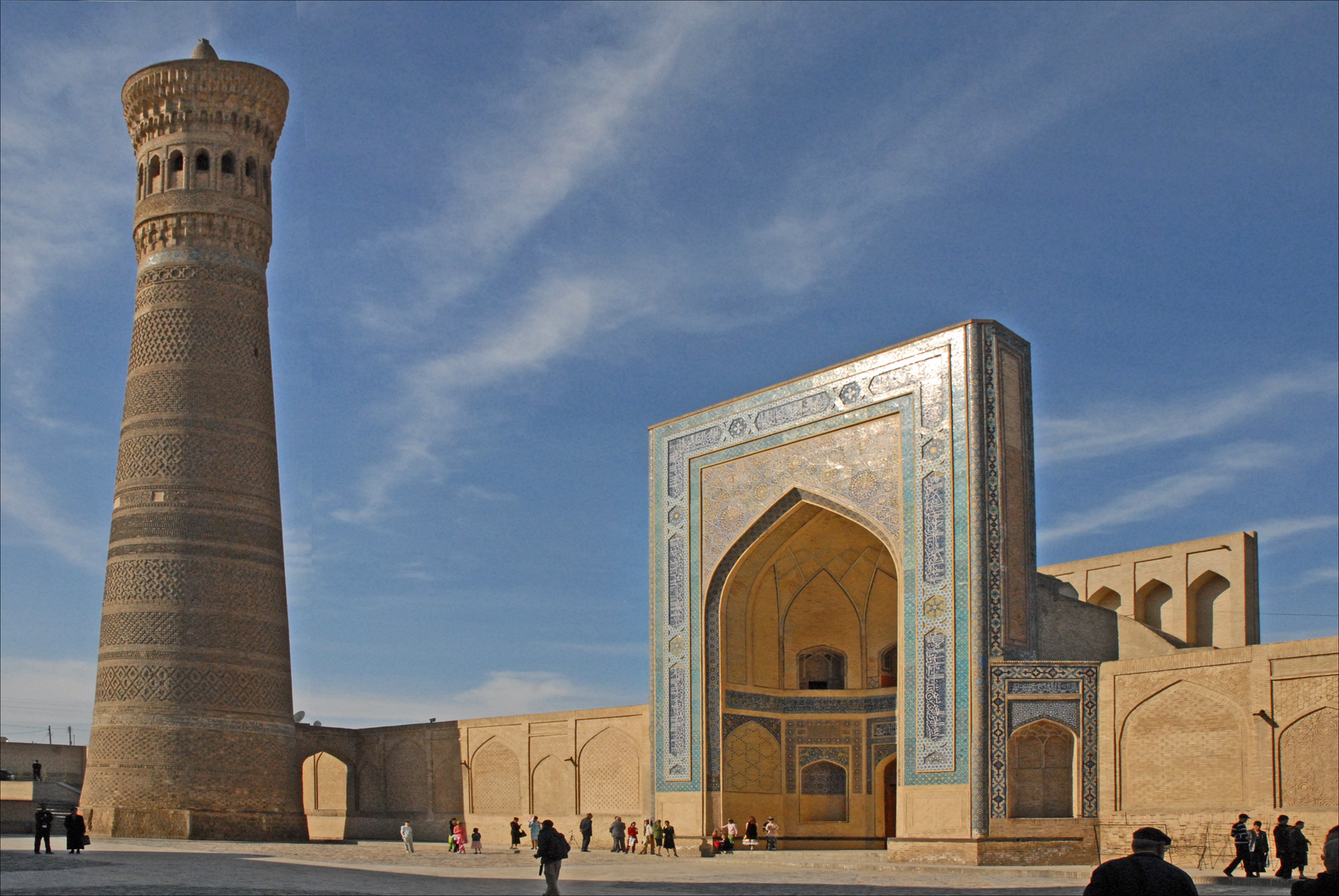
卡揚宣禮塔與卡揚清真寺
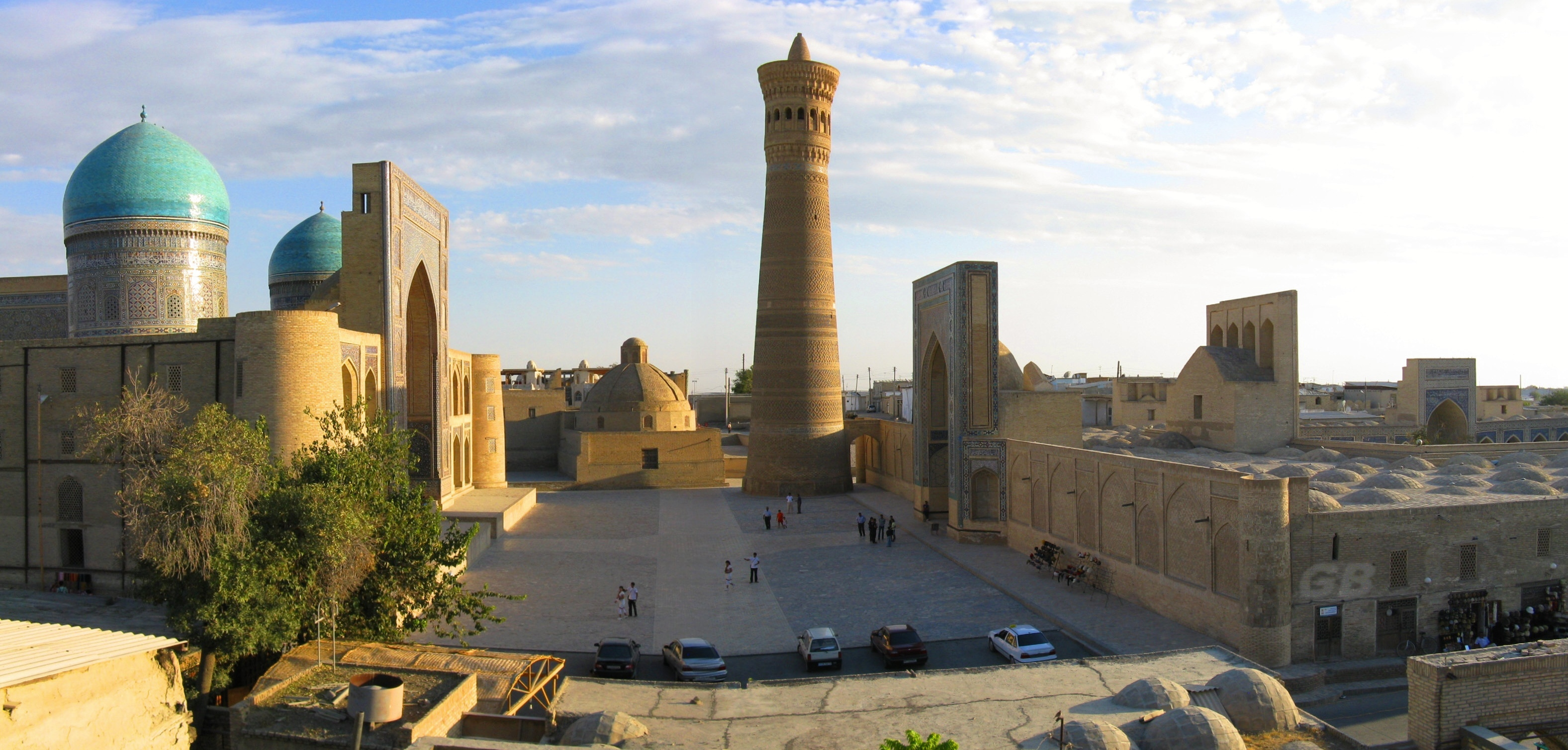
卡揚廣場上的宣禮塔、清真寺與米爾阿拉伯伊斯蘭學校（德语：Mir-Arab-Madrasa）
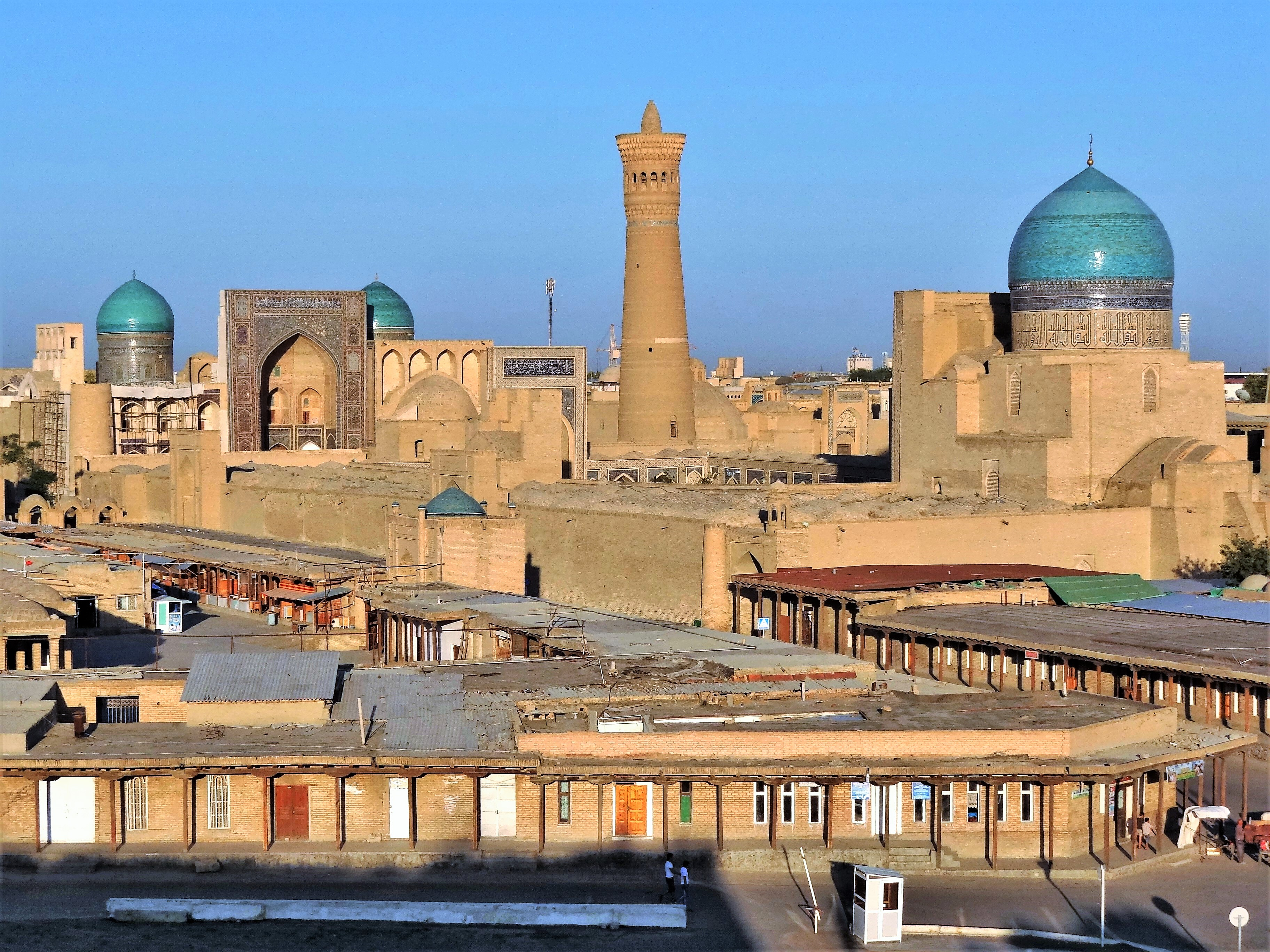
布哈拉老城一景
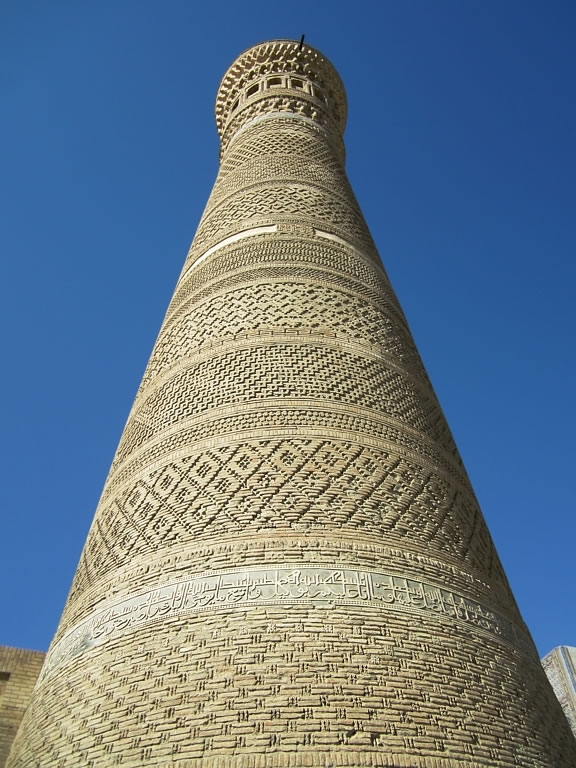
卡揚宣禮塔的塔身
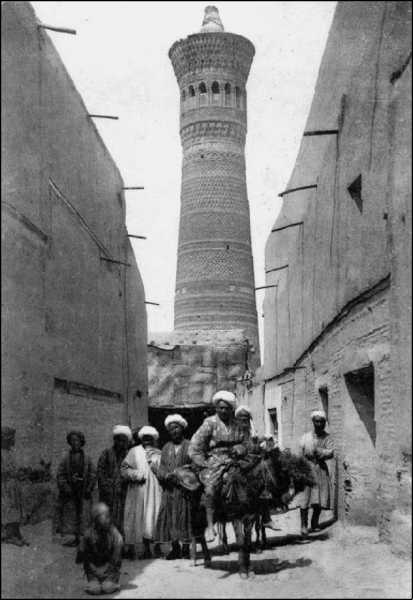
1913年的卡揚宣禮塔
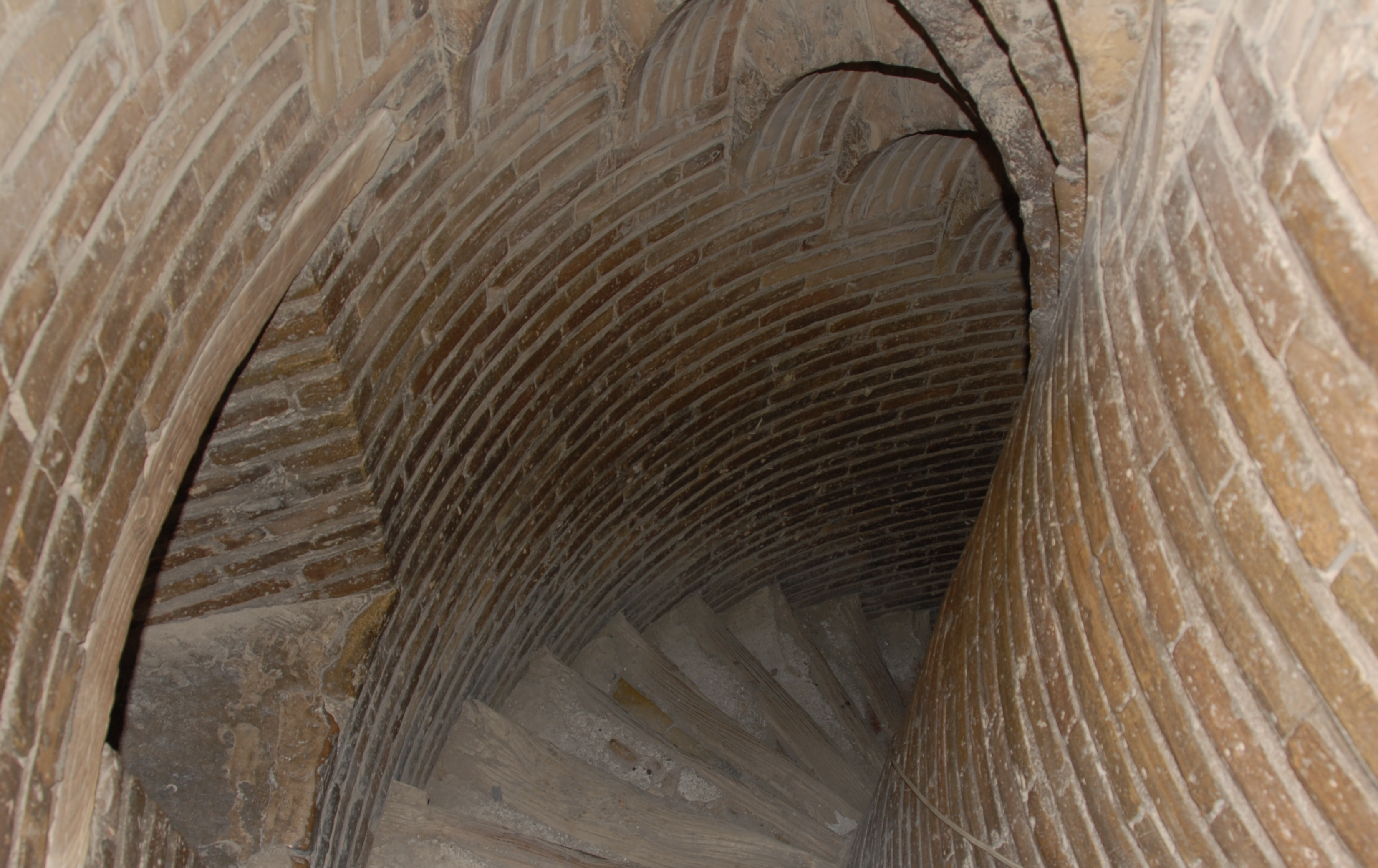
宣禮塔內部的階梯